# Georg Wilhelm Friedrich Heyer

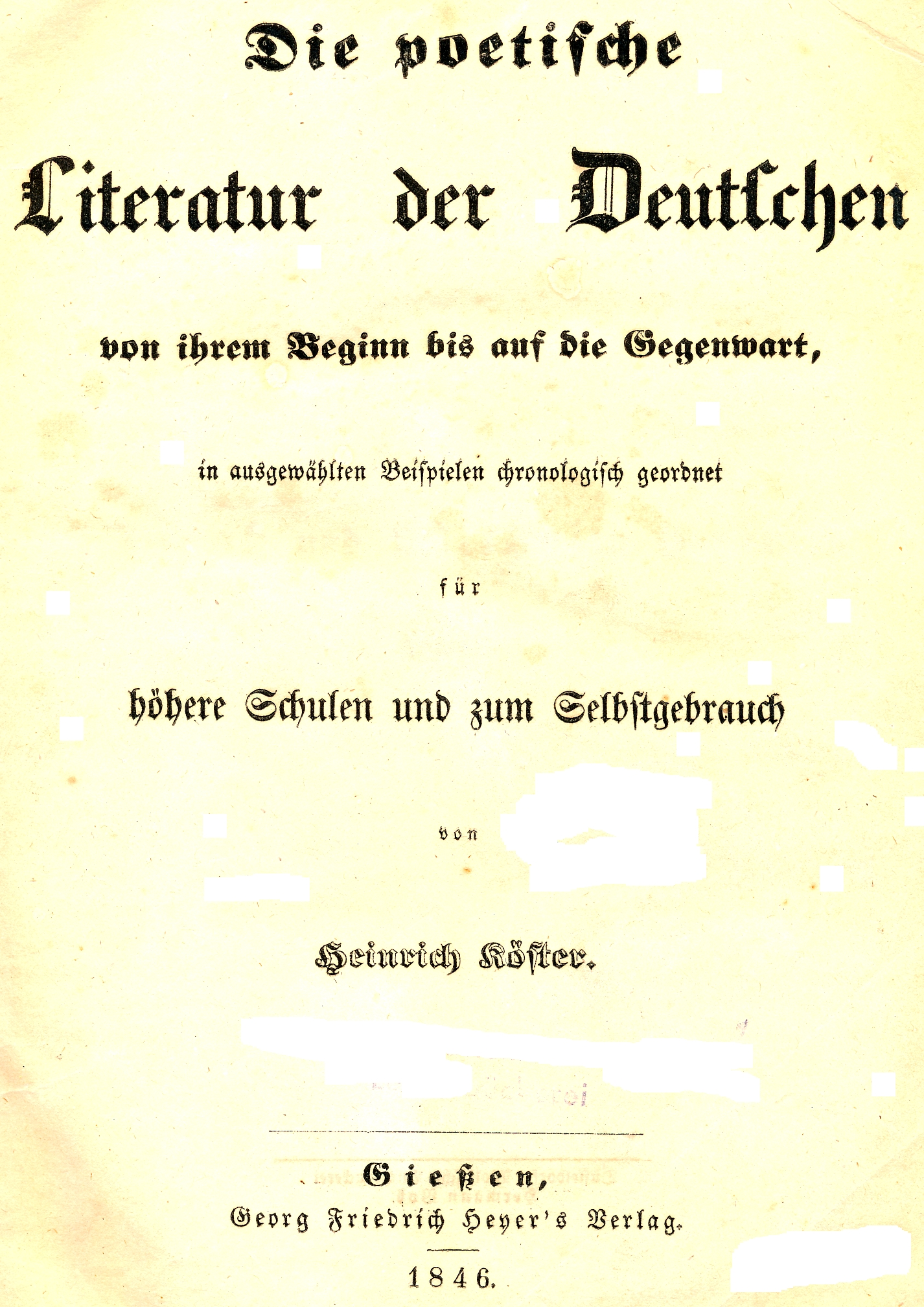
Heinrich Köster: Die poetische Literatur der Deutschen, erschienen im Georg Friedrich Heyer’s Verlag, Gießen 1846 (Titelseite)

Georg Wilhelm Friedrich Heyer (* 2. März 1771 in Bromskirchen; † 28. Februar 1847 in Gießen) war ein hessischer Buchhändler, Verleger, Politiker und Abgeordneter der Zweiten Kammer der Landstände des Großherzogtums Hessen.

## Leben
Georg Friedrich Heyer (so die von ihm als Verleger gebrauchte Namensform) war der Sohn des Revierförsters Johann Georg Heyer (1720–1773) und dessen Ehefrau Christine Elisabeth, geborene Jugard (1739–1806). Georg Friedrich Heyer, der evangelischen Glaubens war, heiratete am 19. März 1795 Gertrude geborene Diehm aus Lauterbach (1776–1850).
Heyer war 1787 Buchhändlergehilfe in Gießen und eröffnete 1791 dort eine eigene Buchhandlung. 1798 gründete er eine Buchhandlung in Darmstadt (ab 1811 „Heyer & Leske“, ab 1820 wieder getrennt), aus der sein Verlag hervorging.
Von 1820 bis 1824 und erneut 1832 bis 1833 gehörte Heyer der Zweiten Kammer der Landstände an. Er wurde für den Wahlbezirk Oberhessen 4/Lauterbach bzw. Oberhessen 5/Stadt Gießen gewählt. In den Ständen vertrat er konservativ-liberale Positionen.